# Rudolf I. (Vermandois)

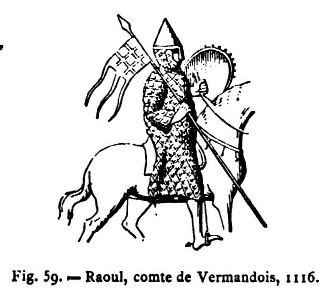
Rudolf I. (1116)

Rudolf I., genannt der Tapfere oder der Einäugige (Raoul I. le vaillant oder le borgne, * 1085; † 14. Oktober 1152), war seit 1102 Graf von Valois, Amiens und Vermandois. Er war der Sohn des französischen Prinzen und Kreuzfahrers Hugo I., Graf von Vermandois und Valois, und der Adelheid, der Erbin der Grafschaften Vermandois und Valois. Väterlicherseits war er ein Enkel König Heinrichs I. von Frankreich.

## Leben
Um 1120 heiratete er Eleonore von Blois, Tochter des Grafen Stephan II. und der Adele von England. Ihr gemeinsamer Sohn war Hugo II., Graf von Vermandois und Valois, der später als Felix von Valois heiliggesprochen wurde.
Er unterstützte die Könige Ludwig VI. den Dicken und Ludwig VII. den Jungen gegen die aufständischen Adligen. Bei der Einnahme von Livry (1129) verlor er ein Auge. Im darauf folgenden Jahr, bei der Belagerung von Coucy, tötete er Thomas de Marle, den Herrn von Coucy. 1131 ernannte ihn der König zum Seneschall von Frankreich, nachdem dieses Amt nach dem Sturz der Familie Garlande vier Jahre lang vakant gewesen war.
Im Haushalt der französischen Königin Eleonore von Aquitanien lebte unter anderem ihre jüngere Schwester Petronilla. Die 16-Jährige begann im Sommer 1141 eine Affäre mit dem 35 Jahre älteren Rudolf, der mit Eleonore, der Schwester Graf Theobalds IV. von Blois, verheiratet war. Im Winter 1141/1142 fand Ludwig drei wohlgesinnte Bischöfe, die Rudolfs bestehende Ehe wegen zu enger Blutsverwandtschaft aufhoben und ihn anschließend mit Petronilla verheirateten. Theobald von Blois nahm nicht nur seine Schwester Eleonore und ihre Kinder in seinem Haushalt auf, sondern protestierte bei Papst Innozenz auch gegen Ludwigs Einmischung in eine Angelegenheit, die allein von der Kirche zu entscheiden sei. Unterstützung fand Theobald bei Bernhard von Clairvaux, der sich gegenüber Papst Innozenz schockiert über das Verbrechen gegen die Familie Champagne und gegen das Sakrament der Ehe äußerte.
Bei einem von Papst Innozenz angeordneten Konzil im Juni 1142 exkommunizierte der päpstliche Legat Kardinal Yves einen der drei an der Eheannullierung beteiligten Bischöfe, suspendierte die beiden anderen von ihrem Amt und ordnete an, dass Rudolf zu seiner Ehefrau zurückkehre. Als Rudolf sich diesem verweigerte, wurden sowohl er als auch Petronilla exkommuniziert und ihr Herrschaftsgebiet unter Interdikt gestellt. Ludwig weigerte sich, die Entscheidung des päpstlichen Legaten anzuerkennen, die er als Angriff auf seine königliche Autorität interpretierte, und begann einen Kriegszug gegen Theobald, den er beschuldigte, an dieser Entwicklung schuld zu sein. Der Konflikt um die Ehe wurde erst 1148 beigelegt, als das französische Königspaar sich auf einem Kreuzzug befand. Mit Hilfe zweier Kardinäle wurde in Rom eine Absolution für Rudolf erwirkt, womit alle Hindernisse für seine Heirat mit Petronilla beseitigt waren.
Die Auseinandersetzungen um die Heirat von Eleonores jüngerer Schwester Petronilla und der anschließende Feldzug in der Champagne führten erstmals auch dazu, dass die Rechtmäßigkeit der Ehe zwischen Eleonore und Ludwig hinterfragt wurde. Der Bischof von Lyon war der erste, der auf den engen Verwandtschaftsgrad zwischen den beiden Ehepartnern hinwies und Clairvaux griff in seinen Auseinandersetzungen mit Ludwig zwei Mal die Frage auf, warum Ludwig wegen zu enger Blutsverwandtschaft die Auflösung der ersten Ehe seines Seneschalls betreibe, während er selber nicht weniger eng mit Eleonore verwandt sei.
Mit Petronilla hatte er zwei Kinder:
- Mabile, (* wohl 1143; † 26. März 1182[8]  in Arras) 1167 Gräfin von Vermandois etc., begraben in der Kathedrale von Amiens; ⚭ 1159 Philipp I. († 1191), 1168 Graf von Flandern, 1167 Graf von Vermandois etc., Regent von Frankreich;
- Rudolf II. der Aussätzige († 1167), Graf von Vermandois und Valois etc., ⚭ um 1160 Margarete von Flandern (* um 1145; † 1194), 1191 Gräfin von Flandern, Tochter des Dietrich von Elsass, Graf von Flandern.

Als Ludwig VII. 1147 zum Zweiten Kreuzzug aufbrach, blieb Rudolf als Regent (gemeinsam mit Abt Suger von Saint-Denis) in Frankreich. Nach der Rückkehr des Königs verstieß dieser seine Ehefrau Eleonore und Rudolf deren Schwester Petronilla, um sich 1152 ein drittes Mal zu verheiraten, jetzt mit Laurette von Flandern, der Tochter des Dietrich von Elsass, Graf von Flandern, der Schwester seiner späteren Schwiegertochter. Mit ihr hatte er eine Tochter, die fünfmal verheiratet war:
- Eleonore (* 1152; † 1213), 1183 Gräfin von Vermandois, Valois und Saint-Quentin,
  - ⚭ I) Gottfried von Hennegau († 7. April 1163), Graf von Ostrevant;
  - ⚭ II) vor 1167 Wilhelm IV. († 1168), 1161 Graf von Nevers;
  - ⚭ III)  um 1170 Matthäus von Elsass († 1173), 1160 Graf von Boulogne;
  - ⚭ IV) um 1175 Matthieu III. Graf von Beaumont-sur-Oise († 27. November 1208/09) (Haus Beaumont-sur-Oise);
  - ⚭ V)  um 1210 Stefan II. von Blois († 1252), Herr von Châtillon-sur-Loing.